# Mixocera viridans
Mixocera viridans är en fjärilsart som beskrevs av Louis Beethoven Prout 1912. Mixocera viridans ingår i släktet Mixocera och familjen mätare. Inga underarter finns listade i Catalogue of Life.